# Magyar filmművészet
A magyar film/mozi története 1896-ban vette kezdetét: a Lumière testvérek filmjeit 1896. május 10-én vetítették a Royal Szálló kávéházában. Sziklai Arnold és Zsigmond 1896 júniusában az Andrássy út 41. szám alatt megnyitották az első magyar filmszínházat, az Ikonográfot, ahol francia gépeken Lumière filmeket vetítettek a közönségnek. Az elegáns környék lakói azonban lenézték az új szórakoztatási médiát, ezért a vállalkozás érdeklődés hiányában bezárt. A filmvetítések ugyanakkor elterjedtek a kávéházakban, és 1911-ben már 100 filmszínház működött Budapesten.

## A mozi
A mozi szó először Heltai Jenő Dal a moziról (más címen Berta a moziban) című kupléjának refrénjében fordult elő, melyet Heltai Bernát című 1907-ben a Vígszínházban bemutatott darabjába is beillesztett. A szó hamar meghonosodott, és kiszorította a hosszú mozgófényképszínház kifejezést (melynek rövid alakját is használták a korban: "mozgó"). 
S mert a Berta, s mert a Berta nagy liba,
Hát elment a mozi-mozi-mozi-moziba.

## Az első magyar felvételek
Az első magyarországi filmfelvételek 1896-ban a millenniumi ünnepségeken készültek. Lumière-ék operatőrei a Budavári felvonulást vették fel. Az első magyar operatőr Sziklai Zsigmond volt. Városligeti, a Munkácsy kiállítás megnyitóján készített felvételei elvesztek.

## Az első magyar film

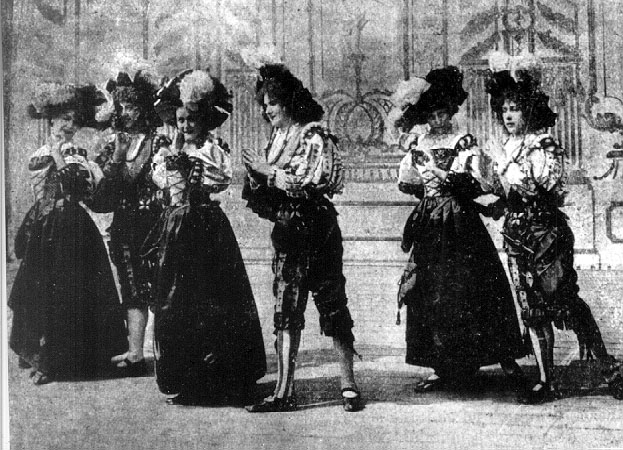
A táncz forgatásán

Az első tudatosan rendezett magyar filmalkotás A táncz volt, ami az Uránia Tudományos Színház egyik előadásának mozgóképes illusztrációjaként született. 1901-ben Pekár Gyula mozgóképeket kért Zsitovszky Bélától, az Uránia vetítőgépészétől. Az eredetileg fotográfus Zsitovszky örömmel látott a feladathoz az Uránia tetőteraszán, a kor kitűnő színészeivel és az Operaház balerináival. A 24 kinematogrammot 1901. április 30-án mutatták be.

## 1900-as évek
A filmbemutatás első tíz évében 270 állandó mozi működik, köztük néhány nagy befogadó-képességű mozipalota (például a Royal Apollo). Az évtized végén megszervezték a filmforgalmazást. Az első kölcsönző cég Ungerleider Mór 1908-ban alapított Projectograph vállalata lett. A kölcsönzésből nőtt ki a filmgyártás, a filmkereskedelemből az alkotás. Ungerleider Mór Projectograph vállalata 1908-tól folytatott rendszeres filmgyártást, dokumentumfilmeket és filmhíradókat kínálva.
A tízes évek elején az irodalom, a képzőművészet és a színház elitje lelkesen pártolta az új kifejezési formát. A Nyugat című folyóirat köré tömörülő írók a 20. századi modern európai irodalomhoz való felzárkózást támogatták, és lelkes mozilátogatók lettek. Karinthy Frigyes a tízes években Korda Sándor dramaturgja volt.
A filmszakma a film nevelési, tájékoztatási, népművelési jelentőségét hangsúlyozzák. Az amerikai filmeket közönségesnek, laposnak, Asta Nielsen filmjeit frivolnak érzik. Első játékfilmjeink sem alkalmasak a kételyek eloszlatására. Az első művészi ambíciójú vállalkozás, a Vígszínház melléküzemágaként 1911-ben alapított Hunnia filmvállalat, a szakmai dilettantizmus és a külföldi filmek hazai konkurenseit nem jó szemmel néző forgalmazói maffia áldozata lett.
A magyar filmgyártás kialakulásának korai szakaszában felvirágzik egy hibrid műfaj: a kinemaszkeccs, melyben a vetítést szakították félbe, s a film szereplői eleven valóságukban léptek a közönség elé. A film és színház kombinációjából született műfaj több jelentős alkotót megihletett. Molnár Ferenc két szkeccset is írt: Gazdag ember kabátja, Aranyásó. A műfaj legjelesebb művelőjét, Karinthy Frigyest a Színházi Élet című lapban tréfásan „magyar Szkeccspir”-nek nevezik.
Ungerleider Mór szakmai folyóiratot is alapított, az 1908-tól megjelent Mozgófénykép Híradót, melyben a kor jelentős írói, színházi rendezői, tudósai írtak a filmről. A 18 éves Korda Sándor, az első magyar filmkritikus, úttörő filmelméleti cikkek sorát publikálta. A mozgás és vizualitás jelentőségét hangsúlyozta. A film alkotójának a rendezőt tekintette. Kertész Mihály a Mozgófénykép Híradó hasábjain számol be a nagy presztízsű dán filmgyártásról. Későbbi cikkeiben saját filmrendezési tapasztalatai kaptak nyilvánosságot, kiemelte a filmrendezés profizmusát: „kifejezetten szakszerűséget és hosszas gyakorlatot igényel.” Korda és Kertész Mihály viszonya a Mozgófénykép Híradóhoz arra emlékeztet, ahogy Truffaut vagy Godard nagy rendezővé nőtte ki magát a Cahiers du Cinéma köréből. A Mozgófénykép Híradó hasábjain publikáló íróknak, esztétáknak, olyan sejtéseik voltak a film művészi lehetőségeiről, melyeket a kibontakozó magyar filmipar a következő években nem váltott be.

## A magyar film története

### Elveszett magyar filmek
A korai magyar filmek jelentős része elpusztult. 

### A némafilm korszaka (1896–1930)

#### Kezdetek
- 1896. Első vetítés a Váci utcán, szabadtéren történik
- 1896. Első vetítés a Somosi orfeumban (beltérben) Lumière animatográfián
- 1896. Második vetítés a Royal Szállóban (Eugène Dupont) és Konstantinápoly Budapesten mulatóban, Edison ikonográfon
- 1896. Első mozi az Apolló lesz, az első állandó a városligeti Fortuna volt.

Az első filmvállalkozók:
Sziklai testvérek (Arnold és Zsigmond) – filmkészítés és az első híradófelvételek (Millenniumi kiállításról)
Projektográf Vállalat (Neumann József artista és Ungerleider Mór)- gyártó, forgalmazó (Dán filmeket hoznak be a Nordis cégtől)- 1908-9 között 11 65 és 250 m közötti hosszúságú kisfilmeket készített, rekonstruált híradókat és burleszkeket.
Az első magyar film:
- Uránia Tudományos Színház: Pekár Gyula táncról szóló előadásához Zsitkovszky Béla készíti A táncz c. filmet
- Első szakmai újság: 1907-9 Kinematograf
- Első szakmai szövetség: 1909. június: Magyar Kinematografusok Országos Szövetsége (67 taggal) Saját lapjuk: Mozgófénykép Híradó
- 1910-es felmérés szerint 270 mozi van Magyarországon, ebből 92 Budapesten.
- 1911. júniusában megalakult a Hunnia Filmgyár. A Pannónia és a Sziget utca sarkán építették fel az első műtermet: 50m hosszú és 25m széles üvegcsarnok volt. (1913-ig működött).

Az első magyar filmlaboratórium:
Zsitkovszky Béla hozta létre 1901-ben az Uránia Tudományos Színház emeletén, háromfős személyzettel: Zsitkovszky, aki rendezett, operatőri és labormunkát végzett, valamint egy Gabos nevű fényképészsegéd és Kati nevű takarítónő.

#### 1912–1914
Sajátosságok:
- Magyar irodalmi anyagból indulnak ki.
- Irodalom szempontjából bírálják a filmeket.
- A legjobb színészek szerepelnek bennük.

1914-ben 18, 1918-ban már 102 film készült, és Budapesten 114 mozi van.
A rendezők általában fényképészek, újságírók, kávéház-tulajdonosok és vállalkozók közül kerülnek ki.
Korai alkotások:
Uher Ödön: Nővérek, A gyémánt nyaklánc, avagy a végzetes nyakék

Hunnia: A holdkóros, és bohózatok

Kinoriport (Fodor és Frölich János): A pesti riporter

Damó Oszkár (Eger): Ali rózsáskertje (első 1000 m-nél hosszabb filmünk)

Janovics Jenő (Kolozsvár): Bánk Bán – Jászai Mari főszereplésével
1912. október 14. Ma és holnap – első jelentős filmünk! Kertész Mihály rendezésében és Somlai Artúr, Aczél Ilona főszereplésével. K.M. Dániában tanult, és színész volt a Magyar Színházban.
A magyar filmes sajtó:
- Világ – külön filmes rovatot indít
- Pesti Mozi
- Mozgófénykép Híradó: ebben fejti ki Korda Sándor, hogy a film alkotója a rendező.

#### 1915–1918
Sajátosságok:
- Betiltottak bizonyos külföldi filmeket (a háború alatt)
- Új nevek, új cégek és cégek fúziója.
- Az alkalmi rendezők helyére mindinkább hivatásos filmrendezők léptek.
- Írók kapcsolódtak be a filmgyártásba.

Jelentősebb filmek:
- Garas Márton: Karenina Anna, amelyben a külsők külsőben készülnek!
- Fekete Mihály: Vén bakancsos, amelyben az arcjáték használata már tudatos
- 1915-ben 26, 1916-ban 47, 1917-ben 75, 1918-ban 102 film készült.
- 45 rendező működik, ebből 12 külföldi és csak 5 hivatásos magyar.

A kor pezsgő filméletére jellemző, hogy a IV. Károly koronázásáról készült filmet még aznap bemutatták a vidéki filmszínházak (1916).
Jelentősebb gyártók:
- Uher Ödön: jellemzően irodalmi alapanyagból dolgoztak, sci-fit is készítettek, külföldi rendezőket is alkalmaztak, Garas Márton: Tetemrehívás, Havasi Magdolna (35 filmet rendezett Kolozsváron és Budapesten)
- Kinoriport: megveszik a Hunniát, alapvetően burleszkeket készítenek Huszár Pufi és Kabos szereplésével (Pufi cipőt vásárol).
- Proja: Projektográf és Janovics összeállásából: alapvetően irodalmi alapanyagból dolgoznak, és elkezdik az utánpótlás módszeres nevelését! Két céggé válik:

Corvin: a mai Gyarmat utcai filmgyár helyén (1918)! Dramaturg rendszer létrehozása az irodalom megfilmesítésére. Vezető rendező Korda Sándor.
Transsylvania: Janovics Jenő itt folytatja, híres filmjük: Antalfi: Testőr (Kolozsváron második filmközpont). Az 1913-ban készült Sárga csikó nemzetközi elismertséget szerzett a magyar filmművészetnek. A Kolozsvárott készült, és elveszettnek hitt A tolonc című filmet 2010-ben hollandiai, majd New York-i restaurálási kísérlet után 2013-14-ben a Magyar Filmlabor VFX-stúdiójában újították fel.
- Star: a legtöbb filmet készítik, német rendezőket foglalkoztatnak. Élen jártak a gyártás-gyártásszervezés területén. Saját színészeket neveltek ki. Pasaréti központtal(1917), Deésy Alfréd vezetésével. Tíz év alatt 54 filmet készített. 1929-ben ment tönkre.
- Astra: rendezőjük Balogh Béla, és a polgári radikális irányzatot képviselték. Filmek: Hivatalnok urak, Egyenlőség
- Hungária: Bajor Gizi itt szerepelt. 1916-ban leálltak, mert nem volt nyersanyaguk.

#### Tanácsköztársaság
Államosították a filmgyártást. Irányították: Korda Sándor, Balogh Béla, Damó Oszkár, Janovics Jenő.
Négy irányító szervet hoztak létre:
1.Szakmai érdekképviseletet, technikusok, gépészek részére.
2. Kormány direktórium: Paulik Béla és Komjáth Júlia vezetésével.
3. Közoktatásügyi Népbiztost: Márkus László
4. Művészeti Tanácsot a forgatókönyvek elfogadására.
A 133 nap alatt 31 film készült. A két előkerült film egyike a Tegnap, amely akkor megbukott, illetve a Bródy Sándor színművéből készült A dada, amelyet csak 1920-ban mutattak be. A legjelentősebb film: Pallós Sándor Pénz című filmje volt.
A Vörös Riport Film híradókat készített.

#### 1919–1930
A filmgyártás átalakult (Uher megszűnt, a Corvint Garas Márton vette át), a mozipiacon a külföldi filmek uralkodtak. A mozik 1926. tavaszától kötelesek voltak az 1924-ben létrejött Filmiroda anyagait vetíteni.
Sok film megbukott már a gyártás közben (Zsuzsánna és a vének, Csárdáskirálynő). Egyes filmeket betiltottak. Rémdrámák és irredenta művek is készültek: Átok vára, Hetedik fátyol, A bús hős.
A hangosfilm megjelenése következtében hanyatlás jellemezte a filmipart. A magyar film védelmére létrehozták a Filmipari Alapot (30 külföldi film forgalmazása után egy magyar film gyártását finanszírozták).
Két fontos könyv jelent meg, Balázs Béla korszakos műve: A látható ember (1924) és Hevesy Iván: A filmjáték esztétikája és dramaturgiája (1925).
1929. augusztus 1. Bethlen István rendelete, amely szerint pótadót kell fizetni a Magyarországon játszott külföldi filmek után, amely összeget a Magyar Filmipari Alap kapja. A forgalmazók azonban jelentős adókedvezményt kapnak, ha maguk gyártanak magyar filmet, vagy megfizetik annak költségeit.
Ennek ellenére Magyarországon 1930-ban magyar filmet nem készítenek és nem vetítenek!
Terjed a hangos film: 1929. szeptember 19. Fórum mozi (később Puskin) bemutatja Az éneklő bolond c. részben hangosfilmet. Budapesten ezzel elkezdődik a hangos filmek vetítése.
De az első magyar hangú filmek Párizsban készülnek: Hegedűs Tibor: Kacagó asszony, Az orvos titka, Bajor Gizi és Somlay Artúr főszereplésével.
Ekkor a magyar kormány azzal a kedvezménnyel támogatja a magyar hangosfilmgyártást, hogy egy rövidfilm készítője is 20 külföldi filmet hozhat adómentesen forgalomba.
1930. Macskássy Gyula saját rajzfilm műtermet rendezett be, itt dolgozott Halász János (John Halas) és Pál György (George Pal) is

### A korai hangosfilm (1931–45)
A Hunnia Filmgyárban Bingert János igazgató a német típusú beszélő vagy Talki rendszert honosította meg.
Első magyar hangosfilmek:
1931. Gaál Béla: Csak egy kislány van a világon – utólagos hangfelvétel
1931. október Filmhíradó 400. száma „megszólalt”.
1931. október 25. Kék bálvány c. film premierje (Április 29-étől folynak a felvételek a Gyarmat utcában)
1931. november 27. Hyppolit, a lakáj c. film premierje
Ekkor alakulnak ki a magyar film szerelmes párjai, és állandó partnerei: Törzs Jenő – Perczel Zita, Jávor Pál – Perczel Zita és Ágay Irén, Ráday Imre – Tolnay Klári, Páter Antal – Dajka Margit, Kabos Gyula – Gombaszögi Ella.
1932-ben közel 500 mozi van Magyarországon, ennek több mint a negyede Budapesten.
Kb. 20 filmvállalkozás működik ekkor. Magyar Filmiroda: riport és dokumentumfilmeket gyárt, később játékfilmeket is: Gertler Viktor: Ellopott szerda, Vajda László: Ember a híd alatt. Jellemzően Berlinből kell hazahívni rendezőket (Gerler Viktor, Székely István) a szakember hiány miatt.
1935. július 1. Kormányrendelet alapján a magyar mozisoknak 10% magyar vagy magyarra szinkronizált filmet kell játszani. Ezt a kontingenst fokozatosan 20%-ra növelik.
Filmek száma:1936. 27, 1937. 37, 1938. 34 film
Jelentősebb művészfilmek: Gertler Viktor: Mária nővér, Gaál Béla: Évforduló, Vajda László: Három sárkány, Döntő pillanat.
Jelentősebb sikerfilmek: Fejős Pál: Tavaszi zápor, Rákóczi induló (nacionalista hangvétellel), Gaál Béla: Meseautó
Jelentősebb bukások: Bál a Savoyban, Lila akác.
1938. május 29. XV. törvénycikk kihirdetése: az ún. első zsidótörvény! Az értelmiségi és üzleti pályákon 20%-ra korlátozta a zsidó vallásúak arányát. A filmművészeti kamarának csak 6%-nyi zsidó tagja lehetett.
1929. Szól a nóta: kísérleti film, hanggal (Budapesten járt egy német hangos híradó felvevőkocsija)
1930. A nevető Budapest: hangosítása Misik Samu feltaláló berendezésével készült, de eljárása kiszorult a piacról
1931. A kék bálvány, Hyppolit, a lakáj: az első igazi hangosfilmek
1932. Tavaszi zápor: az első magyar film, ami bekerült egy egyetemes filmtörténetbe
1933. Rákóczi induló: külföldön is népszerű lett
1934. A Meseautó: a harmincas évek magyar hangos filmjének jelképe lett
1935. Bortnyik Sándor modern képzőművészeti iskolájából, rajzfilmkészítők rajzanak ki, köztük Macskássy Gyula a leghíresebb itthon maradott. (1937. Hófehérke és a hét törpe, az első egész estés rajzfilmje!)
1936. Légy jó mindhalálig: igényes film
1937. Két fogoly: Bajor Gizi hangosfilmen!
1938. Borcsa Amerikában: Keleti Márton eredeti helyszínen, New Yorkban felvett utcai jelenetekkel.

#### 1939–1945
Néhány jellemzője a korszaknak:
1. Kölcsönzők nagy része megszűnik.
2. Megnyílik a balkáni és a skandináv piac előttünk.
3. A filmek egy része a háborút támogatta.
4. Egyes országok filmjeit nem hozhatják be.
5. 1939-ben 27, 1943-ban 54 nagyjátékfilm készült (ez volt a legtöbb háború előtt).
6. A Filmipari Alap megszűnik, helyette Országos Nemzeti Filmbizottság alakult, amely azonban csak a cenzúrát szolgálta.
7. Saját pénzen kell mindenkinek filmet készítenie.
8. Lillafüredi filmhetek: a kormány iránymutatásának segítésére.

Megjelennek a kisfilmgyártók uszító filmjei:
1. Pannónia: Bánky: Őrségváltás.
2. Vörösmarty: Rodriguez Endre: Ismeretlen ellenfél.

A különböző filmműhelyek jellemző alkotásai:
1. Hajdú: 14 filmet készítenek, többek között Daróczi társadalmi drámáit.
2. Mesterfilm: Mester Miklós tulajdonos, kommersz filmekre szakosodtak. Jellemző a korra: Hausz Mária titkárnőből lesz rendezőnő.
3. Hamza: Hamza Dezső Ákos, főleg vígjátékokat készített.
4. MAFIRT: 10 db vígjátékot készítettek.
5. Atellié: náluk nem készült fasiszta jellegű film.
6. Kárpátfilm: pozitív irányzatot képviseltek. Rendezőik voltak: Szőts István, Ranódi László. Előadók: Kiss Péter Miklós, Pánczél Miklós. 1942. Szőts István: Emberek a havason, Nyirő József Kopjafák és Havasok könyve c. novellásköteteiből. Operatőr: Fekete Ferenc. Szereplők: Czellay Alíz, Görbe János, Bihari József.
Igényesebb kísérletek:
- Vígjátékok: Estélyi ruha kötelező (Horváth Á, Cserépy L.) – Rodriguez Endre: Heten mint a gonoszok
- Szentimentális társadalmi drámák: Kalmár László: Haláltánc, Tavaszi látomás és Halálos csók, Hegedűs: Tavaszi szonáta, Bánky V: Kölcsönadott élet, Balogh B: Ne kérdezd, ki voltam. Tóth Endre: 5 óra 40 (bűnügyi film)

A férfi sztárok után megjelentek a női sztárok is: Karády Katalin: végzett drámákban volt népszerű, valamint Goll Bea. A férfiaknál Kabos Gyula szerepét Latabár Árpád vette át (zsidótörvények).
Az első munkás témájú hangosfilm: Jeney Imre: És a vakok látnak. Az első osztályproblémájú film: Cserépi László: A harmincadik. ( a bányászgyerekek iskolájáért folyik küzdelem)
1939. Kalmár László: Halálos tavasz – Karády vetkőzése a paraván mögött
1940. Kalmár László: Dankó Pista – 200. (valójában 171.) hangos film
1941. Radványi Géza: Beszélő köntös – az első részben színes magyar film
1942. Szőts István: Emberek a havason – a velencei fesztivál nagydíját nyerte el! (1943-ig Olaszország korlátozza legkevésbé filmeseit Európában)
1943. Futótűz – Déryné életéről (a főszereplő és férje később a nyilasterror áldozata lett)
1944. 12 film készül, de sokat be sem mutathatnak. A német megszállás után a filmélet gyakorlatilag megbénult.

### A koalíciós évek és a szocialista realizmus (1945–1953)

#### 1945–1948
A film két főhivatal alá tartozott 1945. október 30-ától:
1. Országos Mozgóképvizsgáló Bizottság
2. Vallás és Közoktatásügyi Minisztérium VII. Művészeti Ügyosztálya, amely alatt két szervezet végezte a tényleges munkát: Magyar Művészeti Tanács és a Magyar Filmügyek Országos Bizottsága. E kettő irányította
A. Magyar Filmipari Szövetség (1947-ben megszűnt)
B. Magyar Mozisok Szövetsége
C. Magyar Filmalkalmazottak Szabad Szakszervezete
Az első mozi: 1945. február 2-án az Uránia volt.(Rafail Gikov: Oreli csata c. filmjével)
Az első híradó: MAFIRT Krónika 1945. május 1.
Moziműsoron 30 db 45 előtt készült magyar film volt, és emellett amerikai filmek árasztották el a mozikat.
Jellemző filmek: Kertész Pál dokumentumfilmjei, amelyek a politikai agitációt szolgálták: Miénk a föld, miénk a termés; Arccal a vasút felé; Elhagyott gyermekek; Felszabadult Magyarország. Az első játékfilm: Keleti Márton: Tanítónő, Ráthonyi Ákos Aranyóra, Bán Frigyes: Mezei próféta, Gertler Viktor: Hazugság nélkül, Szőts István: Ének a búzamezőkről (betiltották), Radványi Géza: Valahol Európában (alapeszméje általános jellegű, elvont perspektívát mutató).
1947. Belügyminisztériumi rendelet szerint egy-egy cég 150 ezer Ft hitelt vagy segélyt kaphat, de mivel min. 500 ezer Ft-ba kerül egy elkészítése, pártok kapcsolódnak be a filmipar működtetésébe.
A filmvállalkozások között voltak függetlenek Független film Kft, Szőts Film Kft.), de a többség a pártok mentén alakult meg:
- MKP és a Szakszervezeti Tanács: MAFIRT + 67 mozi, Popper Imre vezetésével, és a MAFIRT Krónika (híradó)
- Sociáldemokrata Párt: Orient + 53 mozi
- Független Kisgazdapárt + Polgári Párt: Kimaot + 75 mozi
- Nemzeti Parasztpárt: Sarló Könyv és Filmtermelő, Értékesítő Szövetkezet (Ranódy László)

A négy párt együtt is készített híradót: Heti Hírek címmel.
2 filmvállalat: Hunnia Filmgyár Rt.(mai Gyarmat u. és Pasaréti út) és a Magyar Filmipari Rt.(mai Könyves K.krt.)
2 filmlabor: Szivárvány Filmlaboratórium Kft. és a Kovács és Faludi V.
Az elkészült filmek száma: 1945 3, 1946 2, 1947 4, 1948 5 film.

#### 1948–1953
1948. március 21. államosítás (az időpont szimbolikus, mert a Tanácsköztársaság alatt is ekkor zajlott le!)
3850/1948. március 25. kormányrendelet: Országos Filmhivatal létesítése a miniszterelnökség felügyelete alatt.
28/1948. augusztus 19. minisztertanácsi rendelettel létrehozzák a Magyar Filmgyártó nemzeti Vállalatot. Első igazgatója Révai Dezső, akit Bányász Imre követ. Művészeti vezetői: Hont Ferenc, majd Ranódy László, majd Fábry Zoltán. Dramaturg: Háy Gyula majd Simon Zsuzsa. Létrehozzák a Magyar Filmforgalmazási Nemzeti Vállalatot és a Mozgóképüzemi Nemzeti Vállalatot.
Ezek a filmek kísérletet tettek a pozitív hős megrajzolására:
Bán Frigyes: Talpalatnyi föld, Úri muri, Keleti Márton: Mágnás Miska, Gertler Viktor: Díszmagyar.
Balázs Béla 1945-ben tért haza. Tanított a Színház- és Filmművészeti Főiskolán, kezdeményezésére jött létre a Filmtudományi Intézet. 1948 Filmkultúra c. művének megjelenése: hangsúlyozta a filmművészet mint művészet önállóságát, a sajátos filmnyelv jelentőségét.
A filmek új hősöket kerestek, de ezek tettei még elvont eszmei indíttatásúak:
Jeney Imre: Egy asszony elindul.
1949. Máriássy Félix: Szabóné, a rendező volt az első, aki 1945 előtt még nem rendezett – új generáció jelentkezése.
1949. Az első magyar színes film: Nádasdy K, Ranódy L.: Ludas Matyi (Volkmayer Antal munkássága révén létrejött a hazai színesfilm-előhívási és másolási eljárás)
1949. Filmhivatal megszűnése. Helyét a Népművelési Minisztérium Filmművészeti Főosztálya veszi át.
A kritika propaganda feladatokat kezdett el számon kérni a filmeken. Révai József: 1951. október 15.: a politikai célkitűzés és a művészet közvetlen összekapcsolása!
Sematizmus kora: a politikai célkitűzés és a művészet közvetlen összekapcsolása. Jellemzői: elvont, csupán osztálykonfliktusok vagy csak látszat ellentmondások, azaz konfliktus nélküliség.
A szovjet film mércévé merevedett, amelyet ideológiailag két könyv alapozott meg: Dmitrij Jerjamin: A filmművészet kérdései, antológia, szinte az egyetlen filmszakmai kiadvány a korban. Pudovkin 1950 és51-ben járt Magyarországon, ezután könyve jelent meg: Pudovkin a magyar filmről.
Ezeknek megfelelve készültek: Bán Frigyes: Felszabadult föld (illusztráció lesz csak), Életrajzi filmek: Déryné, Erkel, Semmelweis. Máriássy Félix: Kis Katalin házassága, benne a hősök példamutatásának hajhászása. Egyetlen pozitívum, hogy új életszféra jelent meg a filmművészet ábrázolásában.
1950. Szervezeti változások.
A. Filmgyárból kivált: 1. Híradó és Dokumentum Filmgyár. 2. Magyar Szinkron Filmgyár. 3. Magyar Filmlaboratórium Vállalat.
B. Magyar Filmforgalmazási Nemzeti Vállalatból lett: 1. Magyar Mozgóképforgalmazási Vállalat. 2. Hungarofilm Vállalat (külföldi terjesztésre).
C. Mozgóképüzemi Nemzeti Vállalat lett: 1. Országos Moziüzemi Igazgatóság. 2. Megyei moziüzemi vállalatok a tanácsok alatt.
A dramaturgia Központi Dramaturgia címre emelkedett: Kovács András vezetésével, munkatársai: Bacsó Péter, Révész György, Nádasy LÁszló lettek. Megalakult a Művészeti dolgozók Szakszervezete.
1950. Az első hazai színes rajzfilm: Macskássy Gyula: A kiskakas gyémánt félkrajcárja
A mozik száma 522 volt, de a keskenyfilmes mozik száma jelentősen növekedett: 1948 355 db, 1953 2230 db.
Az elkészült filmek száma: 1949 7, 1950 5, 1951 10, 1952 6, 1953 9.

### Az új hullám előzménye (1954–1962)

#### 1954–1955
1953 filmjei már megkísérelték a sokoldalú ábrázolást. A felsorakozó hősök különfélesége mellett a környezet sem lakkozott már, de csak az illusztratív-sematikus ábrázoláson belüli változást, annak korrekcióját hozták, nem valami újat. Kiemelkedik: Fábri Zoltán: Életjel c. műve, benne valóságos emberi konfliktusokkal.
1954. A Liliomfi felszabadult komédiázása, mellett A Rokonokban az emberi gyengeség, mint az új hős egyik vonása jelenik meg. Bán Frigyes fegyelmit kap, és Révész Gy. veszi át a 2x2 néha 5 munkálatait.
Ekkor egyre élesebb megfogalmazást kaptak a negatívumok és kezdett kialakulni egy új vitázó társadalmi atmoszféra.
Elindult a filmművészet megváltozása: eltűntek az illusztratív, sematikus filmek, színesedett a tematika és a filmek dramaturgiája megkísérelte a valós konfliktusok élményszerű tükrözését.
1955. Néhány jellemző változás:
A. A tartalom és téma mesterkélt egysége helyett, kezdtek szerves egészet létrehozni.
B. Ellensematikus mozzanatok megjelenése a hitelesítésben, lakkozás túlhaladása allegorikus torzítással: Gertler V: Gázolás, Makk K: 9-es számú kórterem. (téves út)
C. Egyéni sorson keresztül ábrázolják a történelmi fordulatot, visszatérés a hagyományokhoz, a formanyelvnek és a dramaturgiának naturalisztikus vonásaival: Egy pikoló világos, Budapesti tavasz, Körhinta. (az ellentmondásoknak az összekapcsolása az önállóbb emberei sorsokkal, a teljesebb emberi magatartásokkal)
D. A hagyományos formanyelv újra felfedezése: Szőts István Kövek, várak, emberek (dokumentumfilm)
E. A természettudományos filmekben előtérbe került az esztétikai elem: Homoki Nagy István: Kékvércsék erdejében, Cimborák.
F. A merev tematikus tervezés helyét műfaji színesség és sokoldalúság vette át, megszabadulni a mindenáron társadalmi tanulságra törekvéssel.
Az elkészült filmek száma: 1954 12, 1955 15.

#### 1956–1957
Szervezeti változások: Népművelődési Minisztérium + Országos Moziüzemi Igazgatósága helyett: Művelődésügyi Minisztérium Film-főigazgatósága (filmcenzúra). Stúdió rendszer létrejötte:
1. Hunnia Filmstúdió: Igazgatója Darvas József, Dramaturgja Köllő Miklós majd Simó Jenő.
2. Budapest Filmstúdió: Híradó, Dokumentum, Népszerű-tudományos és Játékfilmek is. Igazgatója Deák György majd Várkonyi Zoltán, később Nemeskürty István.
3. Pannónia Filmstúdió: szinkron és animációs filmgyártás. (előtte 1948-tól Híradó- és Dokumentumfilmgyárban, 1954-től Pannónia Stúdióban)
4. Országos Színháztörténeti Múzeum + Filmgyár archívuma + Színház- és Filmművészeti Szövetség Tudományos Osztálya összevonásával: Színháztudományi és Filmtudományi Intézet létrehozása Hont Ferenc vezetésével. Amelyekkel együtt Magyar Filmtudományi Intézet és Archívum jött létre és elindult a Film Színház Muzsika és a Filmvilág c. szaklap.
1956. Jellemző irányzatok:
A. Társadalmi hangulat közvetlen kifejeződése: Csodacsatár.
B. Kiábrándulás és az ettől való szabadulás, a csalódottság emelése torzító szemponttá: Bolond április, Külvárosi legenda.
C. Keserű igazság (betiltva)egy valódi emberi sors drámája, valós körülmények között, a hatalom számára ijesztő következtetésekre vezetve a nézőt.
1957. Jellemző irányzatok:
A. Tudatosan vállalkoztak a konszolidáció segítésére: Éjfélkor, Édes Anna.
B. Megpróbálták igazolni az igazolhatatlant: Kolonits Ilona: Így történt (dokumentumfilm)
C. Teljesebb külső és belső világ ábrázolás: Hannibál tanár úr, Szakadék.
D. Drámaiság rendkívüli külső esemény nélkül: Bakaruhában
E. Lírai ábrázolás: Kollányi Ágoston: Aquárium, Kétezer éves Pécs, Szőnyi István: Az anyag prófétája.

#### 1958–1962
Filmszakmai változások:
A. A Hunnia Stúdión belül három stúdiócsoport alakult ki: Bányász Imre és Fejér Tamás és Hárs Lajos vezetésével.
B. Balázs Béla Stúdió megalakulása 1959-ben, majd átszerveződése 1961-ben.
C. Önállóvá lett a Pannónia Filmstúdión belül az animációs részleg 1959-ben.(amely már 1954-től elindult)
D. Megalakult a Magyar Filmművészek Szövetsége.
E. 1960. Első magyar rövidfilm-szemle(ebből nőtt ki a későbbi Játékfilmszemle).
F. A magyar televíziós adások megindulása: 1958-ban 16000, 1962-ben 325000 előfizető!
G. Egy újabb filmszakmai lap indulása: Filmvilág 1958.II.15.
H. Balázs Béla: A látható ember, A film kultúrája c. műveinek újra-kiadása, nagy hatással volt a szakmára.
A játékfilm átalakulásához három tényező mutatott utat:
Cinema Direkt: (dokumentumfilm a hétköznapokról: az ábrázolás anyaga csak a valóság lehet)
Magyar József: A mi földünk (a jelenségből próbált kiindulni az ábrázolás sematikusságával szakítva), Jancsó Miklós: Alkonyok és hajnalok (hangulatkeltő elemek dominanciája), Kis József: Szentkút, Kolonits Ilona: Ellesett percek (az ellesés, megfigyelés módszerével), Szemes Marianne: Válás Budapesten (interjú módszerrel közeledés az emberhez), Kovács András: Nehéz emberek (öt feltalálót bemutatva, az ellentmondásokra építve), Mészáros Gyula: Az ígéret földje (munkások ellentmondásos viszonya a munkájukhoz): a dokumentumfilmes keresés hatását mutatta.
Balázs Béla Stúdió:
- Sára Sándor: Cigányok (emberi arculat feltárása)
- Szabó István: Variációk egy témára (háború egy mai emberben), Te (szerelemről egy lány portréján keresztül)
- Kardos Ferenc: Miénk a világ
- Huszárik Zoltán: Elégia
- Reisenbüchler Sándor: Egy portré századunkból (animációs)
- Takács Gábor: Aranymetszés (reális szemléleti mód megjelenése)

Animációs film:
- Dargay Attila: Ne hagyd magad emberke (átmenet a gyermek és a felnőtt filmek között)
- Macskássy Gyula: Ceruza és radír, Párbaj (felnőtt tanmesék, amelyekben a jelzéses forma általánosító tartalmat hordoz)
- Nepp József: Szenvedély, Holnaptól kezdve, Gusztáv (a személyiség nagyobb szerepe a funkciónál)
- Kovásznai Gábor György: Monológ (nosztalgiák leleplezése), Átváltozások (férfi és nő viszonya a festmények változásával). – megelőzve minden más műfajt, eljutottak a kritikai ábrázoláshoz.

Jellemző a játékfilmekben:
1. Tovább távolodtak az illusztratív ábrázolástól.
2. Túlhaladták a filmművészet és társadalom kapcsolatának vulgáris értelmezését.
3. Nem jutottak el a társadalom új ellentmondásainak tudatosításához.
4. Túlhaladott volt a tematika, amelyet egy új alkotómódszer megjelenésének hiányát is jelezte.
Jellemző játékfilmek:
- Makk Károly: Ház a sziklák alatt, Megszállottak (valódi konfliktus élményszerű ábrázolása, amelyet a feldolgozás nem tudott még mindig pontosan visszaadni, de az egyéni cselekvés dicsérete rombolta az akkori rendszer tekintélyét)
- Herskó János: Vasvirág (képes volt a tájat, a külvárost az emberi élmények forrásává tenni, oda emelni)
- Máriássy Félix: Csempészek (példaszerű atmoszféra teremtés)
- Fábri Zoltán: Két félidő a pokolban (a hagyományos formanyelv összes lehetőségének kiaknázása)
- Rényi Tamás: Legenda a vonaton (az ábrázolásban az érzelmek és indulatok skálájának bemutatása volt a fontos).

### A magyar új hullám (1963–1968)
Szervezeti változások:
1964. január 1. Magyar Filmgyártó Vállalat (MAFILM) megalakulása: Igazgatója: Révész Miklós.
Négy játékfilm Stúdió létesült:
1. Ujhelyi Szilárd,
2. Fejér Tamás,
3. Herskó János (1970-ig),
4. Nemeskürty István.
Ezen kívül létrejött: Híradó, Riport és dokumentumfilm, Népszerű-tudományos, Propaganda, Katonai és Nemzetközi Stúdió.
1966. Megjelent a Művelődésügyi Minisztérium állásfoglalása a játékfilmgyártás és forgalmazás kultúrpolitikai és gazdasági összhangjának elősegítéséről: Filmfőigazgatóság 2 millió mellett MOKÉP 1 millió + Hungarofilm 1 millió Ft-al támogathatta a játékfilmeket.
1968. Magyar Filmtröszt létrehozása, amely minden filmintézményt magába foglalt, kivéve a Filmművészeti Főiskolát és a Filmtudományi Intézetet. A Filmfőigazgatóság Filmművészeti Főosztállyá alakult, valamint a Magyar Filmművész Szövetség nevét megváltoztatva Magyar Film és Televízió Művészek Szövetsége lett.
Jellemző változások:(gazdasági mechanizmus évei)
- A. Az értelmiség egy rétege atomizáltnak érezte magát, és bizonyos mértékig irányt tévesztetten és tehetetlenül állt az új helyzet előtt, ezért figyelme saját emberi kapcsolatainak korlátozottsága felé fordult. Keresése ezért az önmeghatározásra, az önmegvalósításra irányult. A szellemi életben, így a művészetekben is egyszerre jelent meg a kritika és a keresés problematikája.
- B. Már megjelennek monografikus igényű munkák, filmtörténeti és esztétikai publicisztikák.(Ábel Péter: Filmkislexikon, Nemeskürty I: A magyar film története, Gregor, Patalas: A film világtörténete)
- C. 1965. Pécsi Játékfilm Szemle: cselekvő film gondolatának megjelenése.
- D. Mind a filmművészetben, mind elméletben eltúlozták a filmművészet társadalmi szerepét.
- E. A szerzői film megjelenése, a filmművészet kezd elválni a közönségfilmtől.

Irányzatok:
1.Az első jelentős alkotások az új helyzet jellegzetes ellentmondásainak kutatása mellett, a múltra való visszatekintéssel, a számadással tűntek ki. Az objektív történelmi folyamatosság egybeesett a szubjektív emberi folyamatossággal, amelyben az eszményt keresték az emberben.Az első Herskó: Párbeszéd-volt- de ez még csak a múlt epikus számbavételénél maradt.Majd: Jancsó M: Oldás és kötés, Fábri Z:Húsz óra, Kósa F: Tízezer nap, Keleti M: A tizedes meg a többiek.
2.Kialakult egy kritikai vonal, amelyben a kritika éppen a belső korlátokat, a tehetetlenséget, az ideálok válságát érintette. Filozofikusabb látásmódot követtek, így elmélyítették a belső ábrázolást, vagy parabolisztikus megjelenítésre törekedtek. Felvetették a felelősségvállalásának szükségességét.
- Gaál I: Sodrásban – a szinte csak beszédben kifejeződő konfliktust megpróbálta drámaivá színezni.
- Novák M: Szent János fejevétele: a drámaiságot a látványosságból bontakoztatta ki.
- Kardos, Rózsa: Gyermekbetegségek: ellentmondások burleszkszerűen leegyszerűsített képe, ezzel is érzékeltetve a pozitív hősök hiányát.
- Jancsó: Szegénylegények – a tehetetlenség, a kiszolgáltatottság, az ismeretlen előtti megzavarodottság drámája, áthallásokkal az akkori rendszerre, az árulás és a hallgatás törvényszerűségeit feszegetve.

3. Közös törekvés, hogy pozitív hőst rajzoljanak, aki képes a cselekvésre. Tevékenységük, cselekvésük világa azonban csak a rádöbbenésre, belső világukra vonatkozódott. Pozitivitásuk mindössze saját maguk átalakítására való készségükből származott.
- Szabó I: Apa – a kollektíva és a magányos ember kapcsolatteremtő kísérlete
- Herskó J: Szevasz Vera – a munka, mint a társadalommal való kapcsolat legfontosabb szférája
- Kardos F: Ünnepnapok
- Bacsó P: Nyár a hegyen – az életvezetésekben, és a generációk összeütköztetésében meg lehet mutatni az igaz valósággal való találkozás megrendítő hatását.
- Sándor P: az önkeresés, a gyermekkortól való búcsúzás játékosan komoly filmje.

4. A tehetetlenség és atomizáltság forrását kutatták.
- Fábri Z: Utószezon, Jancsó M: Csillagosok, katonák – a felelősség kérdésének felvetése, külsőségek túltengése a hős cselekedeteiben, de az egyéni érdeken túl, közösségi érdek is megnyilvánul.
- Kovács A: Hideg napok, Falak – a konkrét cselekvés hogyanjának problémáját veti fel, a karrier és a közösség érdekeinek összecsapásában.
- Máriássy F: Fügefalevél – egyetlen sikeres vígjáték.

5. Közönségfilmek: Ezek a fiatalok (magyar „Beatles-film”), Egy szerelem három éjszakája (első magyar musical), Egri csillagok (kísérlet egy nemzeti alapmű létrehozására) (+ Kőszívű ember fiai, Egy magyar nábob, Kárpáthy Zoltán)

### Átmenet a hetvenes évek korszakába (1968–1973)
Szervezeti változások: A MAFILM megmaradt, de a korábbi 3 helyett 2 gyártóvállalat alakult: Hunnia Filmstúdió Vállalat, igazgatója: Soproni János, és a Budapest Filmstúdió Vállalat, igazgatója: Nemeskürty István.
Dokumentarizmus és a szerzői stilizáció (esztécizmus).
Közös vonása mindkét törekvésnek a hagyományos történetmondás háttérbe szorítása, az elbeszélésmód fellazításával párhuzamosan a képi megoldások felerősítése, az epikus formákat (így például a parabolát) is átható allegorizálás.
A hatvanas-hetvenes évek fordulóján felerősödő szociológiai érdeklődés és az ezzel összekapcsolódó filmnyelvi kísérletek két forrásból táplálkoznak: a társadalomtudományok és a filmművészet felértékelődéséből. Az előbbi csak 1968 után jut el Magyarországra, az új gazdasági mechanizmushoz kapcsolódó szemléletváltás következményeként, míg az utóbbi a nyugat-, majd kelet-európai új hullámok árján a magyar filmművészetet már a hatvanas években a szellemi élet csúcsára emeli.
Társadalmi hatások:
- gazdasági mechanizmus
- a filmművészet szellemi pozíciójának megrendülése
- a televízió elterjedésével nézői szokások változása
Filmművészeti hatások: cinéma direct és a cinéma vérité módszereinek átvétele.
Domukemtumfilmes megközelítés: SáraS: Pergőtűz, Gulyás Gy, J: Törvénysértés nélkül, gyarmathy-Böszörményi: Recsk – amelyek legfontosabb darabjai a magyar történelem fehér foltjait voltak hivatottak feltárni.
A dokumentarista stilizációnak az évtized során végül létrejön egy „köznyelvi” és egy experimentális változata: az előbbibe a dokumentarista módszert játékfilmes elemekkel ötvöző fikciós dokumentumfilmek tartoznak, az utóbbiba a Balázs Béla Stúdióban 1972 és 1975 között készült Filmnyelvi sorozat, valamint a szintén Bódy Gábor irányításával működő K/3-as csoport filmjei.
Balázs Béla Stúdió és Filmművészeti Főiskola:
A rövidfilmek elsősorban cinéma direct módszerrel igyekeznek feltárni a hétköznapok esendő és esetleges, mégis jellegzetes, a társadalom egészét minősítő pillanatait. Új, később jelentős helyet elfoglaló alkotók első jelentkezései: Elek Judit, Ember Judit, Grunwalsky Ferenc, Gyarmathy Lívia, Gazdag Gyula, Szomjas György, Böszörményi Géza, Dárday István
Játékfilmek dokumentarista stilizációja
A közéleti elkötelezettségű „kérdező film” hatvanas évekbeli hagyománya szinte töretlenül folytatódik, ugyanakkor a filmek műfaji és stiláris szempontból meglepő bátorsággal szakítanak a hatvanas évek elbeszélői hagyományával, eljutva a narráció teljes felszámolásáig
Bacsó Péter: Fejlövés, Kovács András: Falak és Staféta, Zolnay Pál: Fotográfia
Nemzedéki közérzetfilmek
A hatvanas évek közéleti hagyományát folytatják a hetvenes évek megváltozott társadalmi hangulatában, lényegében hasonló alapállásból, csak kiábrándultabb, cinikusabb attitűddel.
Mészáros Márta korai filmjei a Holdudvar kivételével, Gábor Pál: Horizont, Utazás Jakabbal; Kenyeres Gábor: Végre, hétfő; Szörény Rezső életműve
Vígjátékká oldódó groteszk, párosul parabolikus formával korai és szinte egyetlen darabja, Gyarmathy Lívia Ismeri a Szandi mandit? című filmje.
Emellett néhány film metaforikus szintre emeli az elbeszélést, illetve él a műfaji stilizáció lehetőségével, a jancsói parabola is hasonló folyamaton megy keresztül.
Böszörményi Géza: Madárkák, Lányi András: Segesvár; Kardos Ferenc: Egy őrült éjszaka; Sára Sándor: Holnap lesz fácán.
Időfelbontásos elbeszélésmód radikalizálódása
Az időfelbontásos elbeszélésmód, nem pusztán váltogatja vagy összekeveri az idősíkokat, hanem elmossa azok határát, s ezzel újfajta, a külső „történeti” idővel szembeállított benső, szubjektív időélményt fogalmaz meg.
Huszárik Zoltán Szindbád, Makk Károly: Szerelem és Macskajáték, Fábri Zoltán: 141 perc a befejezetlen mondatból,
Fontos szakmai lépésként megszületett: 1971. Ábel Péter: Új Filmlexikon (1973. 2. kötet + 1994. Csala Károly: Filmlexikon)

### A hetvenes évek (1974–1982)
1975. Jankovics Marcell: Sisyphus – Oscar-díjra jelölik. 1981-ben megszületik az első magyar Oscar-díjas filmalkotás, Rofusz Ferenc filmje, a Légy.
A dokumentarizmus: BBS + Társulás Stúdió (1980-85)
Budapesti Iskola: 1974. Dárday I: Jutalomutazás 1983. Dárday-Szalai Gy: Átváltozás
1. „Ez a történet valódi, nem a filmben szereplő emberekkel történt, de velük is megtörténhetett volna.” (Családi tűzfészek)
Jeles: Álombrigád, Bódy: Kutya éji dala, Tarr: Családi tűzfészek, Őszi almanach, Ember Judit: Fagyöngyök, Schiffer Pál: Cséplő Gyuri
2. A szereplők saját életüket élik a kamera előtt létrehozott szituációkban.
Gazdag Gy: Sípoló macskakő, Kardos F: Petőfi ’73, Zolnay P: Fotográfia
3. A filmekbe csak applikációként illeszkedik a dokumentumfilmes anyag
Gyarmathy Lívia: Koportos; Magyar József: Korkedvezmény; Moldován Domokos: Rontás és reménység,
Új akadémizmus:
Az előző időszak társadalmi analízise a hetvenes években megszakadt, a hatalommal folytatott „reform-dialógus” értelmetlenné vált, s egyáltalán: hiányoztak azok a kihívások, amelyek kiélezett helyzetekben tehették volna mérlegre a hősök társadalmi és erkölcsi szerepvállalását. Ezt a hiányt hivatott pótolni az évtized végén induló ötvenes évek-filmek csoportja
Első darabjai: Gábor Pál Angi Vera, Kovács András A ménesgazdája
Mérkőzés, Napló-sorozat, Te rongyos élet
A rendszerváltás előestéjén lassan átalakult „hatvanas évek-filmekké”, vagyis a Kádár-korszak Rákosi-korszakként történő dekódolása szükségtelenné vált, s immár közvetlenül lehetett ábrázolni az elnyomó hatalom továbbélését 1956 után is. Ennek előhírnöke, Makk Károly 1982-es Egymásra nézve című alkotása.
Szamárköhögés, Magyar rekviem, Eldorádó
Az irányzat világsikert elérő alkotója Szabó István, aki a Bizalommal előbb a külső nézőpontú, epikus elbeszélésmódra, majd a kamarajelleget is elhagyva a történelmi tablókon elhelyezett egyéni sorsdrámákra tér át.
1982. Legjobb külföldi film: Szabó István: Mephisto Oscar-díj. (Redl ezredes, Hanussen – trilógia), a „szerzői” filmművészet korszakának lezárulása után egy szélesebb közönségréteg számára is elérhető formában mondja el gondolatait. Kevesebb sikerrel teszik ezt a többiek: Vámmentes házasság, Viadukt, Miss Arizona
Korszak filmtörténetének peremvidékén
Bódy Gábor: Amerikai anzixa, Erdély Miklós: Verzió és Jeles András: A kis Valentinó
A három film úgy képes a korszak alapélményét, a hiányt, az ürességet, a pangást, a dolgok megváltoztathatatlanságának benyomását visszaadni, hogy közben nem szakad el a magyar filmművészeti hagyománytól.

### A nyolcvanas évek elmaradt korszakváltása (1983–1986)
Az új akadémizmus ellenlábasa új érzékenységnek vagy új narrativitásnak nevezett irányzat
Gothár Péter: Az Idő van és a Tiszta Amerika, egyfajta hídszerepet betöltő filmek a két irányzat között.
Az igazán radikális – és elszigetelt – művek tehát elsősorban a BBS-ben készültek.
Müller Péter, Ex-kódex, Wahorn András Jégkrémbalett és Szirtes András A pronuma bolyok története.
A hagyományok fenntartásában, ugyanakkor radikális átértelmezésükben Bódy jut legmesszebbre
Szellemi törekvésében Bódyhoz kapcsolódik Jeles András Álombrigádja is.
Ezen az úton indul el Xantus János életműve az Eszkimó asszony fázik című filmmel, akinek a célja a magas és a tömegművészet közötti határ lebontása volt.
Ezzel érintkezik Jancsó Miklós 1987-ben induló korszaka, a Szörnyek évadja című filmmel.
Jellemző még a korszakra a non professional filmesek különféle csoportjai, akiknek meghatározó egyéniségei, Szőke András és Ács Miklós, akik különböző amatőr filmklubokból nőnek ki.
Nem kötődnek semmilyen stílushoz: Szomjas György és Grunwalsky Ferenc, filmjeik szociológiailag és filmnyelvileg egyaránt újszerű látásmódot eredményeznek. Szomjas legsikeresebb, legkoherensebb darabjai a nyolcvanas években készültek (Könnyű testi sértés, Falfúró, Könnyű vér, A Nap utcai fiúk, A szászcsávási banda). Grunwalsky 1988-ban forgatott Egy teljes nap című filmje, több filmen át folytatható új stílusvilágot teremtett meg.

### A rendszerváltozás időszakának filmjei (1987–1999)
1987.A fordulat éve – Fordulat és reform c. tanulmánygyűjtemény, Lakitelki MDF tanácskozás
1987. május 28-án jött létre a Mozgókép Innovációs Társulás Dárday István vezetésével. (1997-ig)
1987. Megszületik Tarr Béla filmje, a fekete szériát előlegező Kárhozat, illetve elindul a rendszerváltást előkészítő, illetve arra reflektáló filmek sora.
1989. Az államosított filmgyártás megszűnése.
- 1990 – Szürkület (rend.: Fehér György) a magyar filmművészet egén
- 1996 – Szeressétek egymást gyerekek (szkeccsfilm, rend.: Jancsó Miklós – Makk Károly – Sándor Pál)
- 1998 – Szenvedély (rend.: Fehér György)

### Az ezredforduló fiatal magyar filmjei (2000–2009)
- 2001 – Moszkva tér (rend.: Török Ferenc) – Macerás ügyek (rend.: Hajdu Szabolcs)
- 2003 – Rengeteg (rend.: Fliegauf Benedek)
- 2004 – Dealer (rend.: Fliegauf Benedek)
- 2007 – Friss levegő (rend.: Kocsis Ágnes) – Off Hollywood (rend.: Hajdu Szabolcs) – Tejút (rend.: Fliegauf Benedek)
- 2008 – Delta (rend.: Mundruczó Kornél)

### 2010-es évek
- 2010 – Womb – Anyaméh (rend.: Fliegauf Benedek)
- 2011 – Csak a szél (rend.: Fliegauf Benedek)
- 2014 – Utóélet (rend.: Zomborácz Virág) – VAN valami furcsa és megmagyarázhatatlan (rend.: Reisz Gábor) – Délibáb (rend.: Hajdu Szabolcs) – Free Entry (rend.: Kerékgyártó Yvonne) – Parkoló (rend.: Miklauzic Bence) – Ál(l)omás (rend.: Vékes Csaba) – Aura (rend.: Bernáth Zsolt) – Couch Surf (rend.: Dyga Zsombor) – Drifter (rend.: Hörcher Gábor) – El (rend.: Ferge Roland) – Fehér Isten (rend.: Mundruczó Kornél) – Fekete leves (rend.: Novák Erik) – Hetvenes (rend.: Dombrovszky Linda) – Megdönteni Hajnal Tímeát (rend.: Herczeg Attila) – Senki szigete (rend.: Török Ferenc) – Swing (rend.: Fazekas Csaba) – Szabadesés (rend.: Pálfi György) – Viharsarok (rend.: Császi Ádám)
- 2015 – Anyám és más futóbolondok a családból (rend.: Fekete Ibolya) – Az éjszakám a nappalod (rend.: Dési András György, Móray Gábor) – Dumapárbaj (rend.: Paczolay Béla) – Hajnali láz (rend.: Gárdos Péter) – Liza, a rókatündér (rend.: Ujj-Mészáros Károly) – Mancs (rend.: Pejó Robert) – Saul fia (rend.: Nemes Jeles László) – Szerdai gyerek (rend.: Horváth Lili) – Veszettek (rend.: Goda Krisztina) – Víkend (rend.: Mátyássy Áron) – Zéró (rend.: Nemes Gyula)
- 2016 – A martfűi rém (rend.: Sopsits Árpád) – Az állampolgár (rend.: Vranik Roland) – Ernelláék Farkaséknál (rend.: Hajdu Szabolcs) – Gondolj rám (rend.: Kern András) – Halj már meg! (rend.: Kamondi Zoltán) – Hurok (rend.: Madarász Isti) – JutalomJáték (rend.: Edelényi János) – Kút (rend.: Gigor Attila) – Liliom ösvény (rend.: Fliegauf Bence) – Tiszta szívvel (rend.: Till Attila)
- 2017 – Testről és lélekről (rend.: Enyedi Ildikó) – Budapest Noir (rend.: Gárdos Éva) – 1945 (rend.: Török Ferenc) – Kincsem (rend.: Antal Nimród) – A Viszkis (rend.: Antal Nimród)
- 2018 – Napszállta (rend.: Nemes Jeles László) – Rossz versek (rend.: Reisz Gábor) – BÚÉK (rend.: Goda Krisztina)
- 2019 – Akik maradtak (rend.: Tóth Barnabás) – FOMO – Megosztod, és uralkodsz (rend.: Hartung Attila)

### 2020-as évek
- 2020 – Felkészülés meghatározatlan ideig tartó együttlétre (rend.: Horvát Lili) – Post Mortem (rend.: Bergendy Péter) – Pesti balhé (rend.: Lóth Balázs)
- 2021 – Természetes fény (rend.: Nagy Dénes) – Kilakoltatás (rend.: Fazekas Máté Bence) – Toxikoma (rend.: Herendi Gábor) – Nagykarácsony (rend.: Tiszeker Dániel) – Zazongpari (rend.: Helstáb Martin)
- 2022 – Larry (rend.: Bernáth Szilárd) – Zanox – Kockázatok és mellékhatások (rend.: Baranyi Gábor Benő) – Szelíd (rend.: Csuja László, Nemes Anna) – Hat hét (rend.: Szakonyi Noémi Veronika) – Blokád (rend.: Tősér Ádám) – Öt lecke a valóság felszámolásáról (rend.: Bence Máté)
- 2023 – Magyarázat mindenre (rend.: Reisz Gábor) – Műanyag égbolt (rend.: Bánóczki Tibor, Szabó Sarolta) – Elfogy a levegő (rend.: Moldvai Katalin) – Semmelweis (rend.: Koltai Lajos) – Valótlanul (rend.: Ács Dániel)
- 2024 – Most vagy soha! (rend.: Lóth Balázs)

## Jelenkor
A 2020-as évek elejére a hazai kortárs filmgyártásnak három, jellemzően egymástól merőben elkülönülő módon működő ága fejlődött ki:
- A multinacionális filmipar az olcsó munkaerőre alapozva költséghatékonyan és profitorientáltan termeli a sikerfilmeket a nemzetközi piacra.
- Bőséges közpénz támogatásokból, nagy költségvetéssel forgatott, közismerten változó színvonalú közönség- és kurzusfilmek.
- Az állami dotációt teljesen nélkülöző, tartósan forráshiányos, túlélési lehetőségeket kereső, tartalmilag ugyanakkor számos értéket teremtő alternatív kultúra.

## Moziüzemeltetés
| Év   | Mozik száma | Mozitermek száma | Befogadóképesség | Látogatók száma (millió) | Bemutatott új magyar játékfilm | A magyar filmet látogatók aránya (%) |
| ---- | ----------- | ---------------- | ---------------- | ------------------------ | ------------------------------ | ------------------------------------ |
| 1990 | 1 960       | n. a.            | 344 758          | 36,220                   | 31                             | 5,2                                  |
| 1991 | 1 025       | n. a.            | n. a.            | 21,752                   | 19                             | 4,0                                  |
| 1992 | 678         | n. a.            | n. a.            | 15,228                   | 25                             | 5,5                                  |
| 1993 | 635         | n. a.            | n. a.            | 14,798                   | 19                             | 3,7                                  |
| 1994 | 592         | n. a.            | n. a.            | 15,912                   | 20                             | 1,8                                  |
| 1995 | 597         | n. a.            | n. a.            | 14,040                   | 9                              | 2,3                                  |
| 1996 | 558         | n. a.            | n. a.            | 13,287                   | 19                             | 6,0                                  |
| 1997 | 594         | n. a.            | n. a.            | 16,572                   | 16                             | 8,8                                  |
| 1998 | 628         | n. a.            | n. a.            | 14,577                   | 13                             | 5,6                                  |
| 1999 | 604         | n. a.            | n. a.            | 14,071                   | 16                             | 3,7                                  |
| 2000 | n. a.       | 564              | 109 234          | 14,294                   | 22                             | 8,7                                  |
| 2001 | n. a.       | 622              | 134 003          | 15,704                   | 23                             | 6,3                                  |
| 2002 | n. a.       | 605              | 131 046          | 15,278                   | 19                             | 8,5                                  |
| 2003 | n. a.       | 580              | 124 860          | 13,654                   | 21                             | 4,9                                  |
| 2004 | n. a.       | 531              | 112 723          | 13,604                   | 28                             | 10,3                                 |
| 2005 | n. a.       | 466              | 96 170           | 12,093                   | 17                             | 13,8                                 |
| 2006 | n. a.       | 407              | 82 013           | 11,631                   | 25                             | 16,9                                 |
| 2007 | n. a.       | 400              | 78 955           | 10,910                   | 28                             | 10,9                                 |
| 2008 | n. a.       | 418              | 81 191           | 11,683                   | 22                             | 9,2                                  |
| 2009 | n. a.       | 408              | 78 789           | 10,704                   | 24                             | 9,1                                  |
| 2010 | n. a.       | 411              | 76 667           | 11,113                   | 25                             | 4,7                                  |
| 2011 | n. a.       | n. a.            | n. a.            | n. a.                    | n.a.                           | n. a.                                |
| 2012 | n. a.       | n. a.            | n. a.            | n. a.                    | n.a.                           | n. a.                                |
| 2013 | n. a.       | n. a.            | n. a.            | n. a.                    | n.a.                           | n. a.                                |
| 2014 | 105         | 329              | 58 144           | 10,336                   | 39                             | 5,2                                  |
| 2015 | 122         | 355              | 63 232           | 12,512                   | 22                             | 4,6                                  |
| 2016 | 164         | 402              | 72 304           | 14,293                   | 26                             | 3,8                                  |
| 2017 | 178         | 417              | 76 480           | 14,646                   | 35                             | 10,2                                 |
| 2018 | 177         | 421              | 73 315           | 15,477                   | 32                             | 7,6                                  |
| 2019 | 181         | 428              | 74 932           | 15,111                   | 32                             | 5,3                                  |
| 2020 | 162         | 406              | 72 379           | 4,326                    | 35                             | 7,4                                  |
| 2021 | 144         | 397              | 68 369           | 6,182                    | 45                             | 9,9                                  |
| 2022 | 151         | 407              | 68 637           | 10,183                   | 52                             | 6,0                                  |
| 2023 | 152         | 422              | 71 122           | 11,201                   | 47                             | 6,5                                  |
| 2024 | 151         | 419              | 70 220           | 10,733                   | 47                             | 14,5                                 |

## Fesztiválok
- Magyar Filmszemle (1965–2011; 2025–) – korábbi elnevezése: Magyar Játékfilmszemle (1965–1989)
- Mediawave Nemzetközi Filmfesztivál (1991–)
- CineFest Miskolci Nemzetközi Filmfesztivál (2004–)
- Friss Hús Budapest Nemzetközi Rövidfilmfesztivál (2013–)
- Magyar Mozgókép Fesztivál (2014–) – korábbi elnevezései: Magyar Filmhét (2014–2019), Magyar Mozgókép Szemle (2020)
- Budapest International Documentary Festival (2014–)
- Blue Danube Filmfesztivál (2017–)
- Cinemira Nemzetközi Gyerek- és Ifjúsági Filmfesztivál (2018–)

### Korábbi fesztiválok
- Titanic Nemzetközi Filmfesztivál (1993–2019)